# Гризелиния
Гризелиния (лат. Griselinia) — род цветковых растений, единственный в семействе Гризелиниевые (лат. Griseliniaceae) порядка Зонтикоцветные (лат. Apiales). Содержит 7 видов.

## Ареал
Ареал семейства сильно разобщённый — Новая Зеландия и юг Южной Америки (Чили, Аргентина, юго-восток Бразилии). Такое явление встречается у некоторых древних семейств. Таким образом, гризелиния является типичным представителем Голантарктического флористического царства.

## Ботаническое описание

### Вегетативные органы
Представители рода — всегда древесные растения, кустарники, небольшие деревья или лианы, иногда эпифиты, по большей части вечнозелёные.
Очерёдные, расположенные спирально на ветвях, в два ряда листья простые, кожистые, с черешками. У некоторых края листьев зубчатые, у других — гладкие. У некоторых видов листья асимметричные. Прилистников нет.

### Генеративные органы
Двудомные растения. Соцветия имеют различное строение. Цветки мелкие, однополые, радиальносимметричные, пятичленные. В мужских цветках присутствует 5 лепестков и 5 чашелистиков; у женских они крайне редуцированы или вовсе отсутствуют. Мужские цветки с 5 свободными фертильными тычинками. В женских цветках 3 плодолистика срастаются, формируя общую нижнюю завязь, но лишь 2 из них являются фертильными.
Плод — односемянная ягода. 

## Таксономическое положение
Ранее род гризелиния относили к семейству Кизиловые (лат. Cornaceae) порядка Кизилоцветные (лат. Cornales), но он отличался от его представителей по многим свойствам. Недавние генетические исследования, проведённые APG, показали, что правильнее относить это семейство к порядку Зонтикоцветные (лат. Apiales).

## Таксономия

### Новозеландские виды
Два новозеландских вида — деревья и кустарники 4-20 м высотой. Оба вида могут быть эпифитами или полуэпифитами. Так, иногда произрастающий на скалистых обнажениях горных пород и отвесных скалах у побережья вид G. lucida ведёт исключительно такой образ жизни. Молодое дерево обычно сначала захватывает лесной полог, создавая конкуренцию другим эпифитам, таким как Collospermum и Astelia, и лишь потом опускает воздушные корни по стволу хозяина. До соприкосновения с землёй корни могут достигнуть внушительных размеров — до 250 мм в толщину. Их легко отличить по мощным продольным складкам. Вид G. lucida, если начал свою жизнь эпифитом, редко становится свободноживущим деревом , и часто можно видеть, как дерево рухнуло на землю, когда умер его хозяин. Эпифитный образ жизни у G.littoralis встречается реже, однако его можно обнаружить во влажном климате.
- Griselinia littoralis (Raoul) Raoul — листья длиной 6-14 см.
- Griselinia lucida G.Forst. отличается от предыдущего виды более крупными листьями — 12-18 см длиной.

### Южноамериканские виды
Пять южноамериканских видов — мелкие кустарники 1-5 м высотой.
- Griselinia carlomunozii M.O.Dillon & Muñoz-Schick — побережье северного Чили (Антофагаста)
- Griselinia jodinifolia (Griseb.) Taub. — Чили
- Griselinia racemosa (Phil.) Taub. — южный Чили (Лос-Лагос, Айсен-дель-Хенераль-Карлос-Ибаньес-дель-Кампо) и прилегающие территории Аргентины (Чубут)
- Griselinia ruscifolia (Gay) Ball — Аргентина, Чили, юго-восток Бразилии
- Griselinia scandens (Ruiz & Pav.) Taub. — центральный и южный Чили

## Фотогалерея
- Griselinia scandens
- Общий вид Griselinia littoralis
- Griselinia lucida
- Общий вид Griselinia lucida